# Chloroclystis destructata
Chloroclystis destructata là một loài bướm đêm trong họ Geometridae.